# Carly Piper
Pour les articles homonymes, voir Piper.
Carly Piper, née le 23 septembre 1983 à Grosse Pointe dans le Michigan, est une nageuse américaine.

## Palmarès

### Jeux olympiques d'été
- Jeux olympiques d'été de 2004 à Athènes :
  -  médaille d'or au relais 4 × 200 m nage libre

### Championnats du monde en petit bassin
- Championnats du monde en petit bassin 2006 à Shanghai :
  -  médaille de bronze du relais 4 × 200 m nage libre

### Jeux panaméricains
- Jeux panaméricains de 2003 à Saint-Domingue :
  -  médaille d'or du relais 4 × 200 m nage libre